# Szegedi Szilánkok
A Szegedi Szilánkok művészcsoport 2007 tavaszán alakult. Székhelye Szeged. Alapító tagjai: Rusz Sándor és Diószegi Szabó Pál. A művészcsoport Rusz Sándor 2010 áprilisában bekövetkezett halála után beszüntette működését.

## A művészcsoportról
2007 februárjában indította Rusz Sándor Szabó Pál költő barátjával az először csak irodalmi felolvasói estnek szánt rendezvénysorozatot „Szegedi Szilánkok” címen. A szerzői felolvasói esteknek a TEMI Délalföldi Bibliotéka Könyvtár ad otthont. Az intézmény nemcsak fölkarolta, nem csupán helyet biztosított a költőknek és íróknak, de lehetővé tette azt is, hogy tevékenységi körüket kiterjesszék a zene és a képzőművészet területére is, vagyis hogy irodalmi felolvasóestjeiket koncertekkel, a könyvtárban rendezett festészeti kiállításokkal tudják összekötni.
Közösen elhatározott és megállapított célkitűzéseikről 2007 tavaszán egy rövid esszében Rusz Sándor adott összefoglaló jellegű tájékoztatást. 2008 őszén már nyugodt lélekkel kijelenthető, hogy rendezvénysorozatuk nem csupán másfél éve folyamatosan működik, hanem egy olyan baráti jellegű rendezvénnyé vált, amely irodalmi és politikai megfontolásokon túlmutatva hoz össze alkotókat, ülteti le őket egy asztalhoz, szervezi szövegeiket, képeiket, zenei előadásaikat egy kontextussá.
2009 májusától a Szegedi Közéleti Kávéház égisze alatt működik.

## A művészcsoport barátai betűrendben
- Árpás Károly író, költő, műfordító
- Bene Zoltán Fehér Klára irodalmi díjas író
- Bíró Szilvia festő
- Diószegi Szabó Pál költő
- Julesz János belgyógyász, endokrinológus, egyetemi tanár
- Lázár Bence András költő
- Nedelkovics László könyvtárigazgató
- Ifj. Nikolényi István dramaturg és operaénekes
- Pákozdy Miklós író és műfordító
- Pásty Júlia Bródy Sándor-díjas író
- Pintér Tibor költő és író
- Pesti Gáborné Punk Mária költőnő, drámapedagógus
- Rusz Sándor költő
- Simon Adri költő, író, újságíró
- Turi Tímea író, költő, kritikus, újságíró

## Arcképcsarnok

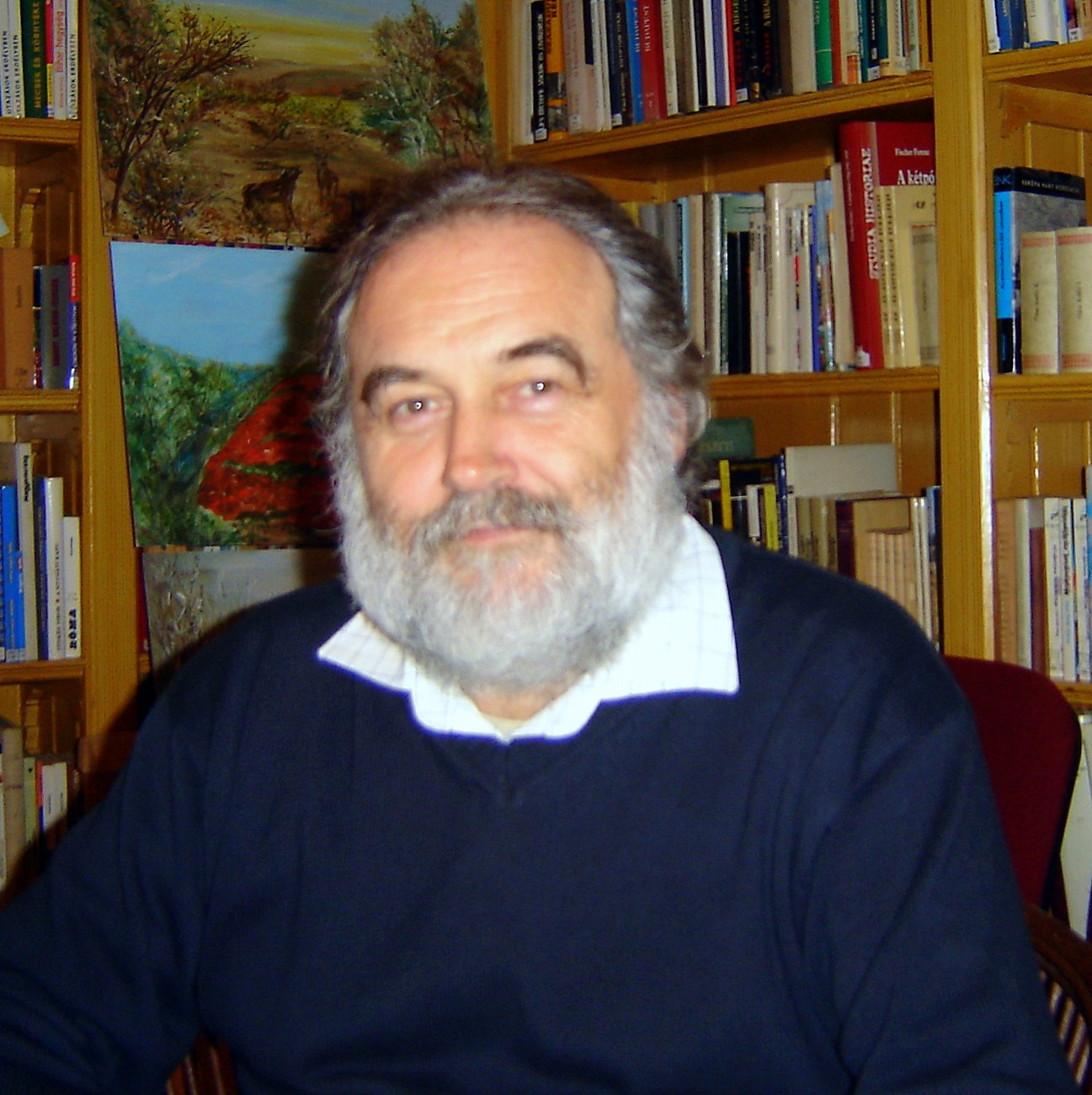
Árpás Károly
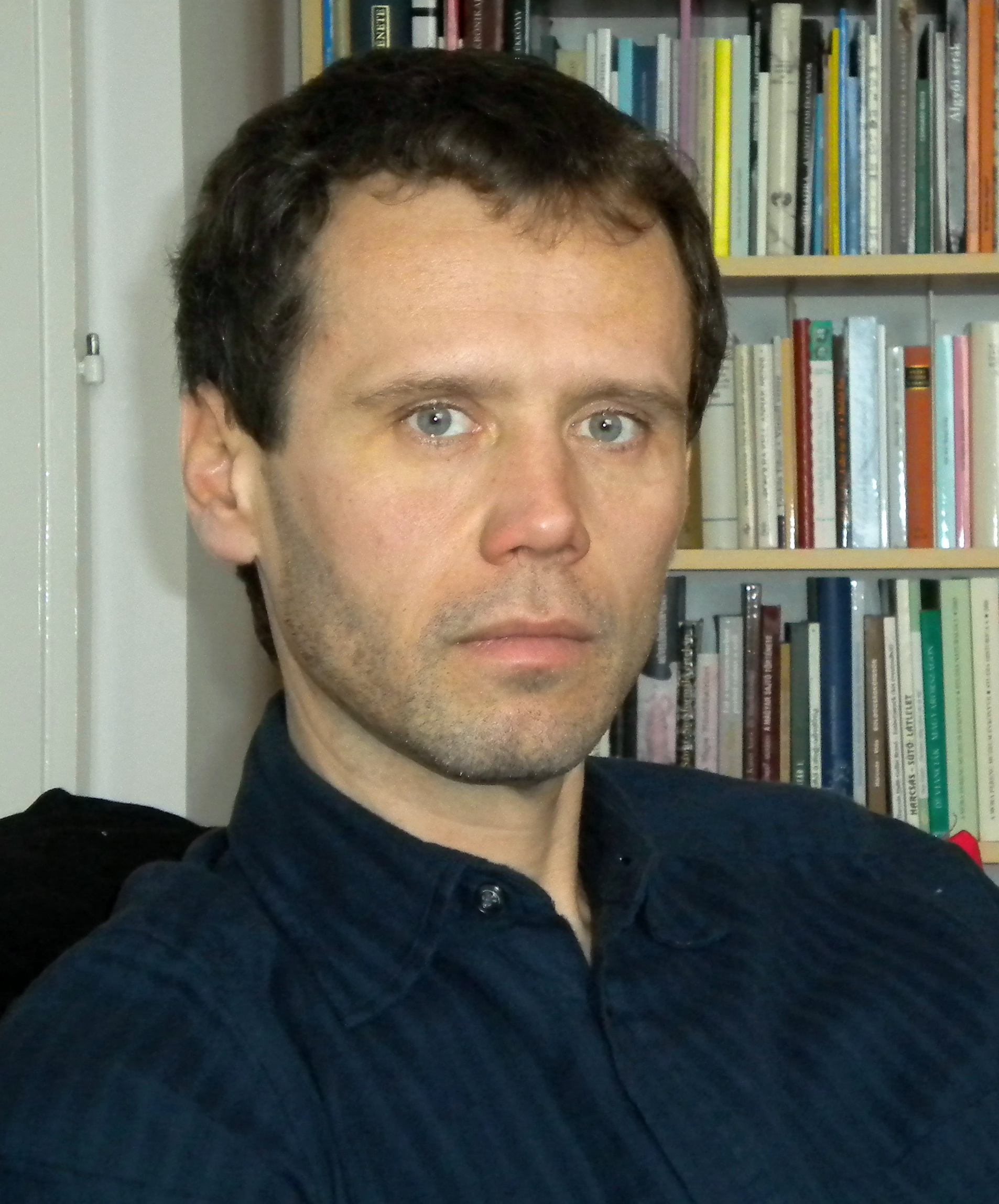
Bene Zoltán
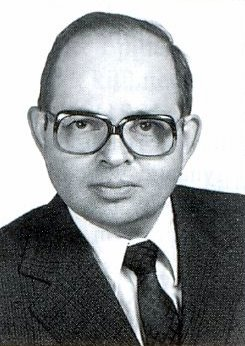
Julesz János
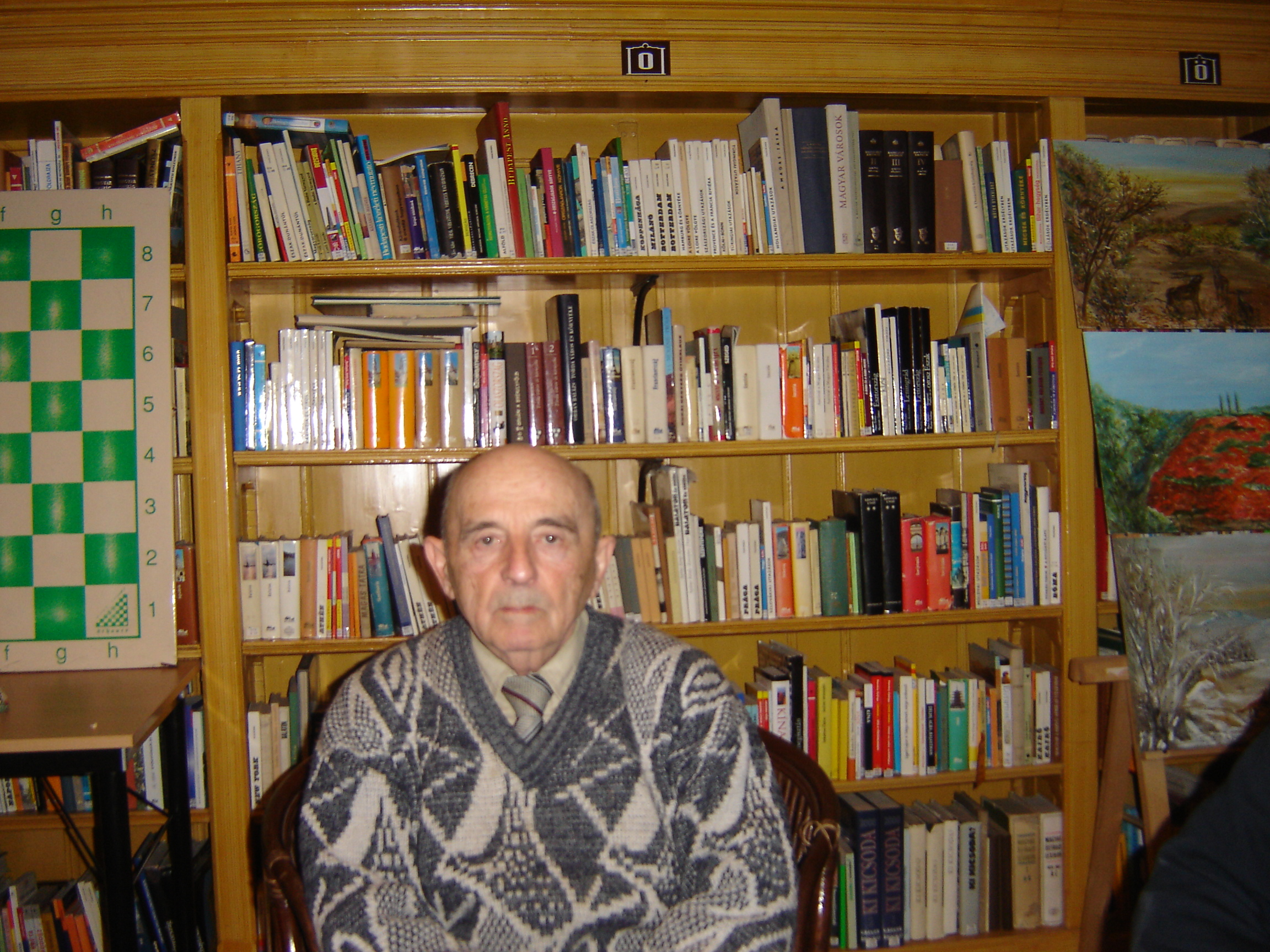
Pákozdy Miklós
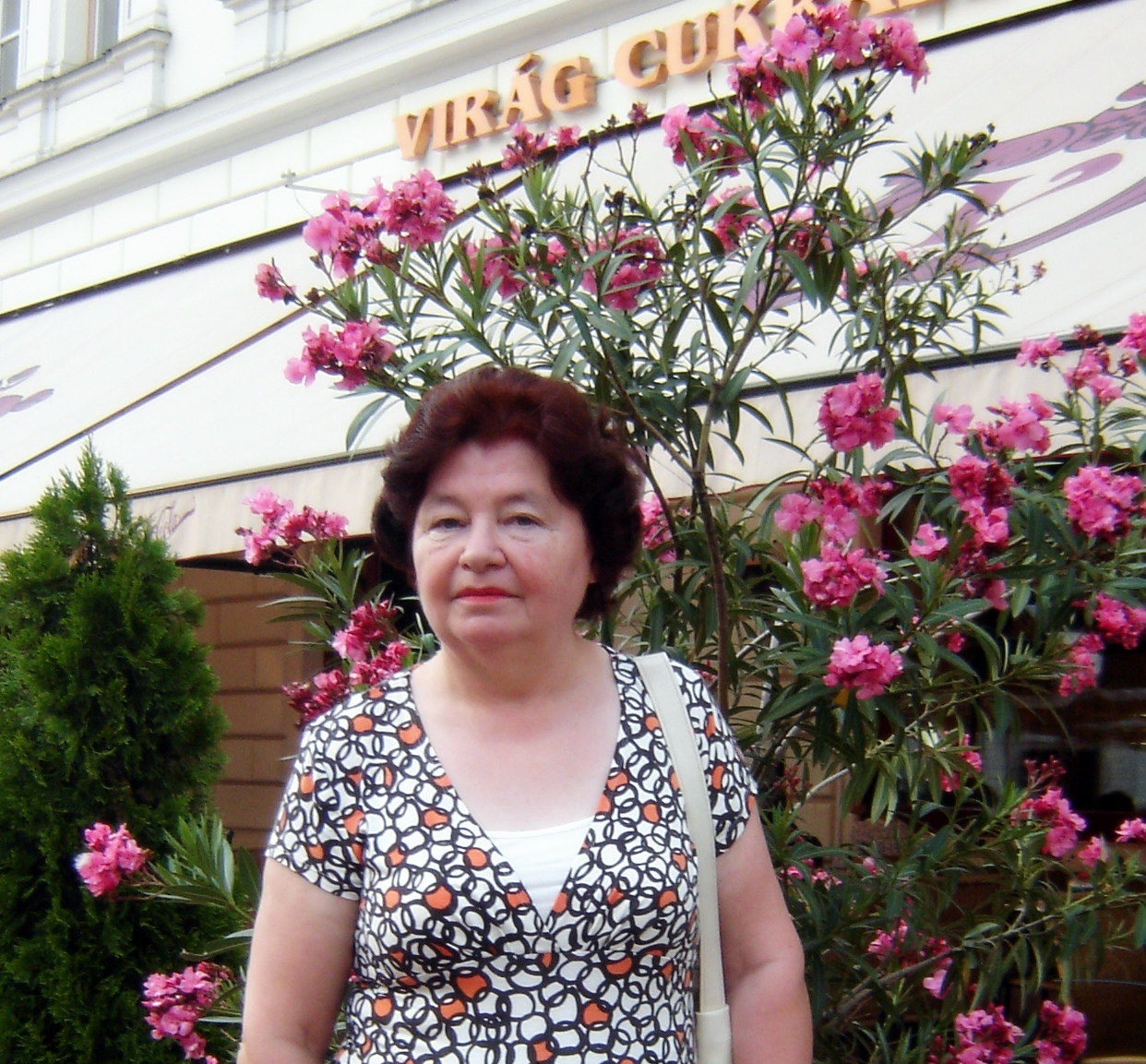
Pásthy Júlia
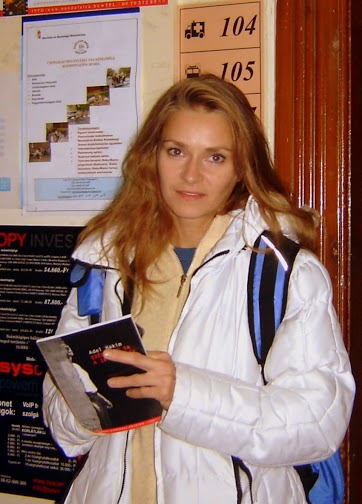
Simon Adri

## Rendezvények
Havi rendszerességgel tartanak felolvasóesteket Szegeden, a TEMI Délalföldi Bibliotéka olvasótermében, eddigi estéik:
- SZEGEDI SZILÁNKOK I. Bíró Szilvia festőművész[1] kiállításának megnyitója és felolvasóest (Molnár János, Pásthy Júlia, Rusz Sándor, Szabó Pál). (2007. február 20.)
- SZEGEDI SZILÁNKOK II. Felolvasóest és zene. (Rusz Sándor, Szabó Pál, Orcsik Roland, szegedi Király-König Péter zeneiskola növendékei Joó Gabriella vezetésével, Veszelka Attila) (2007. április 17.)
- SZEGEDI SZILÁNKOK III. Rómer Ilona festőművész "Utazásaim" c. kiállításának megnyitója, felolvasóest és zene (Razvaljajeva Anasztázia hárfaművész, Rómer Ilona festőművész,[2] Rusz Sándor, Szabó Pál, Turi Tímea) (2007. május 22.)
- SZEGEDI SZILÁNKOK IV. Kapcsolódó rendezvény: A 12. Őszi Kulturális fesztivál keretében a Szegedi Írók Társasága, a Fiatal Szegedi Írók Köre és a TEMI Dél-alföldi Bibliotéka szervezésében Szabó Pál: KaMASZKomédia Shakespeare köpenyében c. verskötetének bemutatója. A szerzővel beszélget Rusz Sándor. Közreműködik Bajnócziné Rácz Éva. (2007. október 10.)
- SZEGEDI SZILÁNKOK V. Felolvasóest és ének (Csontos Márta, ifj. Nikolényi István (ének), Rusz Sándor, Simon Adri, Szabó Pál, Túri Tímea) (2007. október 17.)
- SZEGEDI SZILÁNKOK VI. Felolvasóest és zene (Pásty Júlia, Rusz Sándor, Simon Adrienn, Szabó Pál, Turi Tímea, Incantamento Antico kamarazenekar) (2007. november 28.)
- SZEGEDI SZILÁNKOK VII. Felolvasóest és zene (Gárdián Gábor gordonkaművész, Kiss László költő, Molnár János költő és író, Rusz Sándor, Szabó Pál). (2008. február 19.)
- SZEGEDI SZILÁNKOK VIII. Felolvasóest és zene (Árpás Károly tanár, író, költő, Pásty Júlia, Simon Adrienn költő, Razvaljajeva Anasztázia hárfaművész, Rusz Sándor, Szabó Pál) (2008. április 7.)
- SZEGEDI SZILÁNKOK IX. Felolvasóest és ének. (Bene Zoltán, Dombiné Kemény Erzsébet (zongora), ifj. Nikolényi István (ének), Rusz Sándor, Szabó Pál, Veszelka Attila író és költő) (2008. május 26.)
- SZEGEDI SZILÁNKOK X. Felolvasóest. Szegedtől Szegedig antológia alternatív bemutatója. (Bene Zoltán, Pásty Júlia, Pákozdy Miklós író Hódmezővásárhelyről, Szabó Pál, Turi Tímea, Rusz Sándor.) Házigazdák: Rusz Sándor (vers), Szabó Pál (vers).(2008. június 10.)
- SZEGEDI SZILÁNKOK XI. Felolvasóest. Lázár Bence András (vers); Pásty Júlia (próza); Pintér Tibor (próza); Rusz Sándor (vers); Simon Adri (vers); Szabó Pál (vers). Házigazdák: Rusz Sándor (vers), Szabó Pál (vers). (2008. szeptember 30.)
- SZEGEDI SZILÁNKOK XII. Ének- és felolvasóest. Ifj. Nikolényi István (ének), Dombiné Kemény Erzsébet (zongora), Dr. Julesz János (vers), Bene Zoltán (próza), Szabó Pál (vers), Rusz Sándor (vers). Házigazdák: Rusz Sándor (vers), Szabó Pál (vers) (2008. október 28.)
- SZEGEDI SZILÁNKOK XIII. Zenei és felolvasó est. Árpás Károly (vers, próza), Pákozdy Miklós (próza, műfordítás. Közreműködik: Incantamento Antico. Kamarazenekar. Házigazdák: Rusz Sándor (vers), Szabó Pál (vers). (2008. december 4. csütörtök 18 óra).
- SZEGEDI SZILÁNKOK XIV. Zenés, verses felolvasó est. Házigazda Diószegi Szabó Pál költő. (2009. február 24. 18 óra).
- SZEGEDI SZILÁNKOK XV. (Költői szabadegyetem, versek felolvasása, s költők beszélnek a versírás mesterségéről). Árpás Károly, Simon Adri, Rusz Sándor, Diószegi Szabó Pál. 2009. március 31. Házigazda Diószegi Szabó Pál és Rusz Sándor. (2009. március 31. kedd 18 óra).
- SZEGEDI SZILÁNKOK XVI. Nikolényi István zenei előadói estje, interjú az énekessel, kérdezők Rusz Sándor és Diószegi Szabó Pál. (2009. április 28. kedd 18 óra).
- SZEGEDI SZILÁNKOK XVII. Bene Zoltán író előadói estje és versekkel szerepel Diószegi Szabó Pál, Rusz Sándor, Szenti Ferenc. (2009. május 26. kedd 18 óra).
- SZEGEDI SZILÁNKOK XVIII. Szegedtől Szegedig antológia (2009) alternatív bemutatója. A rendezvényt megnyitja Majzik István, a Bába Kiadó ügyvezető igazgatója. Versekkel szerepel Csontos Márta, Diószegi Szabó Pál, Rusz Sándor, prózát ad elő Árpás Károly, Bene Zoltán, Pásthy Júlia. (2009. június 11. csütörtök 18 óra).
- SZEGEDI SZILÁNKOK XIX. Szegedi írók, költők (Julesz János, Bene Zoltán, Árpás Károly, Robert Burns, Rusz Sándor, Szabó Pál versei, írásai) felolvasóestje. Pásztor Dániel közreműködik skót dudával, furujával, Szabó Pál gitárral. Moderátor: Simon Adri. (2009. október 29., kedd 18 óra).
- SZEGEDI SZILÁNKOK XX. Beszélgetés Simon Adrival és Némethné Pataki Mártával az internet, az alkotómunka és a költészet viszonyáról, lehetőségeiről. Házigazda Szabó Pál, Rusz Sándor. Közreműködik Juhász Etelka énekkel, Szabó Pál gitárral. (2009. november 17. 18 óra).
- SZEGEDI SZILÁNKOK XXI. Karácsonyi felolvasó est. Pásty Júlia (próza; Pesti Gáborné Punk Mária (vers); Simon Adri (vers). Házigazdák: Rusz Sándor (vers), Szabó Pál (vers). Gitárral közreműködnek: Benák Zsolt, Németh Csaba, Sövény Olivér. (2009. december 15. 18 óra, Délalföldi Bibliotéka Könyvtárban, Kálvária sgt. 14. sz.)
- SZEGEDI SZILÁNKOK XXII. Felolvasó est. Árpás Károly (próza); Bene Zoltán (próza). Diószegi Szabó Pál és Rusz Sándor házigazdák versekkel. (A Szegedi Közéleti Kávéház keretében 2010. március 3. 18 óra, Délalföldi Bibliotéka Könyvtárban, Kálvária sgt. 14. sz.)
- SZEGEDI SZILÁNKOK XXIII. Felolvasó est. Rusz Sándorra emlékeztek. Házigazda: Diószegi Szabó Pál, Rusz Sándor verseiből olvas fel. Közreműködtek még: Szente Ferenc (vers), Pásty Júlia (próza). Gitárral közreműködtek: Benák Zsolt, Sövény Olivér. (A Szegedi Közéleti Kávéház keretében 2010. április 14. 18 óra, Délalföldi Bibliotéka Könyvtárban, Kálvária sgt. 14. sz.)
- SZEGEDI SZILÁNKOK XXIV. Végső búcsú Rusz Sándortól 2010. április 26-án  18 órakor, a Délalföldi Bibliotéka Könyvtárban, Kálvária sgt. 14. sz. alatt. Költő- és íróbarátai, szomszédai, ismerősei búcsúztatták meghitt, bensőséges légkörben. Számos Rusz Sándor vers, köztük Nem szenvedek, Gaudeamus, Falstaff utolsó éjszakája, hangzott el az összejövetelen.

## Programnyilatkozat
"Szokott kártyákkal vívott ritka játszma,
Exkluzív út a megszokott helyen"
(Térey János: A Nibelung-lakópark)
A kimondott, illetve a leírt szó az ezredfordulóig és azon is túl nagyon sokat vesztett tartalmából, erejéből, hiteléből – nem utolsósorban a manapság talán szándékosan is félreértelmezett, mindenesetre nyakló nélkül alkalmazott irónia, az öncélú ironizálás miatt. Most mindenesetre az az érdekes, régről talán még ismerős helyzet áll elő, hogy szavaink, ha egy röpke pillanatra is, ha még oly kis hatótávolságon belül is, megannyi korlátozott, önkorlátozásában már korlátolttá váló racionalitástól körülvéve, mégis újfent teremtő erővé válnak. Ezek a mágikus erejű, teremtő szavak ráadásul eredeti rendeltetésüknek megfelelően, most akár közösséget is teremthetnek a szokványos közönségen túl – amennyiben jó szívvel, őszintén, a befogadás szándékával hallgatják meg őket, és nem a korunkra, sajnos, nagyon is jellemző cinikus, álszent szkepszissel hajítják szemétre éppen azok, akikhez valóban szólni akarnak, akiknek természetüknél fogva rendeltettek. Itt a mindenféle zártkörű, kasztszerűen érző, gondolkodó és cselekvő, belterjes szakmai elitek által lekicsinylően vagy akár gúnyosan csak „művelt nagyközönségnek” titulált, esetleg legalábbis „jóakaratú emberekre” gondolok. Azokra, akik legalábbis megélik a kultúrát, könyv még ha nem is csinálják, de könyveket vesznek, befogadnak, s akik végső soron fent- és eltartják ezt az egész, egyre inkább öncélúvá váló, önmagába zárkózó kulturális felépítményt. Ezek a szavak elsősorban nekik címzettek. Csak remélhetem, hogy elolvassák őket – s ha még el is olvassák, kihallják a sorok közül a valódi szándékot!
Amikor most, utólagosan, megkíséreljük felépíteni a magunk teremtette csoportosulás imázsát, be kell vallanom, hogy eredetileg semmilyen szándékunk nem volt vele – semmi mást nem akartunk, csak szóhoz jutni: éppenséggel az olvasás, vagyis a felolvasás, és az általa megvalósuló emberközeli, a konkrét befogadóra, a maga egyediségében koncentráló kommunikáció önmagáért való, de legalább őszinte örömének átélése. S ez talán éppen elég is célkitűzésnek. Mert ez az öröm eredendően része az alkotás örömének, hiszen annak folyamatos, személyes visszaigazolása és korrekciója is egyben. Mi máson lehet ugyanis a leginkább lemérni egy mű hatását, ezáltal életképességét, létjogosultságát, mint konkrét emberek konkrét reakcióin adott térben és időben?
Szabó Pál költő barátom és jómagam, kezdettől fogva semmi egyébre nem törekedtünk, mint megértő, befogadó, mi több, elfogadó közönségre lelni az évek, sőt, mondhatni, hogy akár már másfél évtizede dédelgetett, javítgatott, óvott szövegeink számára. A túl sok, a túl sokáig tartó mellőzés után bizony az ember egyre könnyebben mond le annak a kritikus, szakmai közönségnek a hideg, számonkérő befogadásáról, amely létének értelmét az önmagáért való, öncélú kritikában képes csak megtalálni. Mi elsősorban embereket szeretnénk keresni, toborozni magunk köré, akik nem annyira a szövegek szakmai vonatkozásaira figyelnek, hanem azokat még önmagukra vonatkoztatva, még a befogadás öröméért képesek befogadni. Ebben találtunk megértő, elfogadó és befogadó társra a TEMI Délalföldi Bibliotékában, Nedelkovics Lászlóban, mint a könyvtár szakavatott kulturális rendezvényszervezőjében, és közönségében, ahogy nélkülözhetetlen számunkra Majzik István, illetve a Bába és Társai Könyvkiadó áldozatos tevékenysége, támogatása is. Ez lenne a mi számunkra az a teremtő erő, amit szeretnénk másokkal is megosztani – azokkal az alkotókkal, és itt nem csupán költőkre vagy prózaírókra gondolunk, akik a múlandó sikereken túl még áhítják, és hajlandóak meg is osztani velünk, a fellépés, a felolvasás örömét, s akik ettől az örömtől maguk is többnek érzik saját magukat. Tevékenységünk éppen ettől az örömtől válhat a szó legjobb, legnemesebb értelmében vett közszerepléssé!
Erre az elfogadó és befogadó közönségre, mint létünk egyedül hiteles igazolására, van a legnagyobb szükségünk! Általuk teremtődünk meg mi is. Szabó Pál klasszikus, klasszicista verselése – amely a klasszikus versformákat és az időmértékes verselést igyekszik ötvözni, legalábbis közös nevezőre hozni, bár még túlzottan tisztelve a hagyományos tematikákat –, és az antik mitológia masinériáit, ha még nem is bőgő nagymotorra, de legalább már biciklire ültetve kísérli meg megteremteni a már annyiszor megtagadott, felülírt hagyományokhoz fűződő mindig megújuló, szükségképpen személyes viszonyt. Ez a kísérlet éppen úgy a befogadásból nyerheti el igazolását, akár-csak szerénytelen személyem tudatosan hermeneutistának hitt, önmagára és az általam tapasztalt valóságra reflektáló szöveguniverzuma, amely folyamatosan harcban áll mind a hagyományos versmértékekkel – és formákkal, mind a ma oly divatos beszédmódokkal, legyen az a köznapi szleng, a tudományos, vagy az ismételten túlburjánzó kenetes, vallásos beszédmód. Ezek elegyítésével igyekszem egy új személyes viszonyulás lehetőségét felvázolni – nemcsak a lehetséges másik ember felé, de önmagam és a szövegeim felé is. Mert mire való a nyelv, mire a beszédmódok állandó, öncélú megújítása, ha egyszer senkit sem érdekel, hogy mit is mondunk ezen a megújított, vagy akár a régi nyelven? Mindkét kísérlet csak a másikban, azaz a befogadóban, tehát a közönségben nyerhet létjogosultságot.
Így tehát teremtő erejű szavakról írok, mert amikor leírom őket, nem csupán a szavak teremtődnek meg a maguk konkrét jelentésükben, az általuk hordozott helyiértékekkel együtt, de az általuk definiált tárgy is – éppen általuk teremtődik meg. A Szegedi Szilánkok lényeges vonása ugyanis, hogy éppen nemlétében létezik. Éppen azért létezik, mert nincs. Hiszen irodalmi társaságok, csoportosulások, felolvasóestek és antológiák szép számmal akadnak, működnek, megjelennek – miközben valahol mind ugyanarra törekednek: létük igazolására. Létük igazolása azonban csak a közönség lehet. Egy befogadó – befogadásában elfogadó közönség.
Létünk egyedül hiteles igazolása tehát csak a közönség lehet! Minthogy pedig az ideális olvasó, befogadó olyan éteri teremtmény, akit csupán elképzelni lehet, mert sohasem létezett, s nem is lenne életképes – vendégeinket is igyekeztünk úgy megválogatni, a személyes ismeretségeken túl, hogy minél szélesebb, átfogóbb rálátás nyíljon a ma lehetséges, elképzelhető irodalmi beszédmódokra.
Első körben, idén (2008) februárban Molnár János és Pásty Júlia képviselték a prózát. Mindketten a Szegedi Írók Társaságának jeles képviselői, Molnár János pedig a szervezet előző elnöke. Az ő realista prózája a mindennapok töredezettségéről, az átlagember egzisztenciális ellehetetlenüléséről, leépüléséről éppen úgy hiteles látásmód, mint Pásty Júlia érzékeny, igazi női prózája, amely nagyon sok tekintetben emlékeztet Rakovszky Zsuzsa aprólékos, mindent a személyes élményeken átszűrő, lehelet finomságú, csipkésen cizellált beszédmódjára. Áprilisban azután Veszelka Attila és Orcsik Roland személyében a líra két alternatív aspektusából kaptunk ízelítőt. Veszelka Attila, a Szegedi Írók Társaságának jelenlegi elnöke, a romantika nagy költőit, illetve azok beszédmódját igyekezett aktualizálni, míg Orcsik Roland versei éppen a hagyományos lírától való eltávolodást erőltették túl egy kicsit, a köznapi beszédmód pózájába merevedve utasítva el minden mélység megragadásának lehetőségét.
Amikor teremtő erejű szavakról írok, amikor leírom őket, mi magunk is általuk, bennük teremtődünk. Hiszen ezek után tényleg nem nehéz belátnunk, hogy a „Szegedi Szilánkok” nem létezik. Pontosabban, addig létezik, amíg teremtődik. Mi a szavak örömében létezünk. A felolvasás örömében, a kommunikáció örömében, vagyis szavaink örömében folyamatosan teremtődünk. A szavaink öröme teremt meg bennünket újra és újra. Egyszersmind azonban túl is kell lépnünk ezen az örömön, a saját szavainkon – nem csupán a másik alkotóra illetve a közönségre történő figyelemben, figyelem által, ami eleve és szükségszerűen kell, hogy strukturálja, előadássá komponálja megnyilvánulásainkat. Túl kell azonban lépnünk önmagán a szóbeli kommunikáció keretein is, és azt kiegészíteni, kiterjeszteni a látvány, a zene, a kép eszközeivel. Itt pedig újra ki kell emelnem egyrészt a TEMI Délalföldi Bibliotéka Könyvtár, s konkrétan Nedelkovics László szakszerű, fáradhatatlan közreműködését, másrészt Dr. Majzik István, illetve a Bába és Társai áldozatos támogatását. Mert egy kiállítás, egy rövidke koncert, filmvetítés vagy éppen táncbemutató meghitt terében a szövegek is másképpen szólnak, más értelmet nyernek! S ehhez nem kell különösebb látvány-, vagy éppen showelem. Az unpugged-előadások meghittségéhez pedig ugyan mi lenne alkalmasabb, mint a befogadás egyik legősibb tere, egy kis könyvtár, a maga még emberrel mérhető léptékeivel?
Amikor így, utólagosan már a kommunikáció lehetőségeit értelmezzük, újra magunkban, külön meg kell említenem Bíró Szilviát, azt a fiatal és nagyon tehetséges festőművészt, akinek februári tárlatmegnyitója éppen a mi rendezvénysorozatunk indulásához kötődik, s aki még mindezen felül azt is megengedte számunkra, hogy a szegedi Tisza-partról készült festményét logoként, öndefiníciós eszközként használhassuk. Az ő szegedi témájú képei annyira átütő erővel idézik meg az általunk is jól ismert hangulatokat, legyen szó akár az őszi levelek mély sárgái alatt harsogó Korányi fasorról, avagy az éjszakai hó kékjében ázó Klinika-telepről, hogy lágy, impresszionista vonalkezelésének köszönhetően szinte már be is léptünk a festménybe. Ezek a képek, festmények is szinte folyamatosan teremtik újra tárgyukat, ahogy mi a szavainkat, s minden rendezvényükben egyben önmagunkat is.
Ugyan mire való a nyelv, mire a beszédmódok állandó, öncélú megújítása, ha egyszer semmit nem tudunk, nem akarunk mondani ezen a megújított, vagy akár a régi nyelven? Ha az irónia a szavak elkülönböződése önmaguktól és az általuk definiált valóságtól, hát mi folyamatosan elkülönböződünk önmagunktól, s már csak azért is folyamatosan fent kell tartanunk ezt a távolságot, distanciát, restanciát, mivel sohasem lehetünk azonosak önmagunkkal – kedves vendégeink és még kedvesebb közönségünk folyamatos változásában, cserélődésében, átalakulásában. S igen, igazat kell adnom azoknak, akik most azt mondják, de legalábbis azt gondolják rólunk, hogy feltaláltuk a spanyolviaszt, mert a spanyolviaszt mindig újra fel kell találni. Igen, semmi újat nem akarunk csinálni. Csupán személyesebbé akarjuk tenni mindazt, amit körülöttünk bárki más, azaz mindenki más csinál. Vagyis, jó posztmodern felfogásban, csupán a hangsúlyokat kívánjuk eltolni egy kicsit. És ez így van rendjén. Felfoghatjuk úgy is – amikor egész életünk amúgy is azzá válik –, mint egy performansz-t.

## Külső hivatkozások
- Bene Zoltán: In memoriam Rusz Sándor In Spanyolnátha, 2010 tavasz[halott link]
- Bibliotéka Egyesület, rendezvényarchívum Archiválva 2013. szeptember 19-i dátummal a Wayback Machine-ben
- Szegedi Szilánkok, XV. költői felolvasói est[halott link]
- Szegedi Szilánkok XIII. felolvasói és zenei estjének képei, 2008. december 4.[halott link]
- Szegedi Szilánkok XII. felolvasói estjének képei, 2008. október 28.[halott link]
- Szegedi Szilánkok XI. felolvasói estjének képei, 2008. szeptember 30.[halott link]
- Szegedi Szilánkok X. felolvasói estjének képei, 2008. június. 10.[halott link]
- Bíró Szilvia festőművész képei